# Ramaria
Genre
Ramaria est un genre de champignons basidiomycètes de la famille des Gomphaceae qui comportent un peu plus de 230 espèces. Ce sont principalement des espèces clavaroïdes.
Ramaria Fr. ex Bonord., 1851 est un nom. cons..
En revanche, Ramaria Holmsk., 1794 est un synonyme hétérotypique de Clavilunopsis selon Index Fungorum, ou d’Isaria selon MycoBank.
Le nom vernaculaire Ramaire est un nom français ambigu qui peut s'appliquer à des champignons appartenant à des familles différentes.

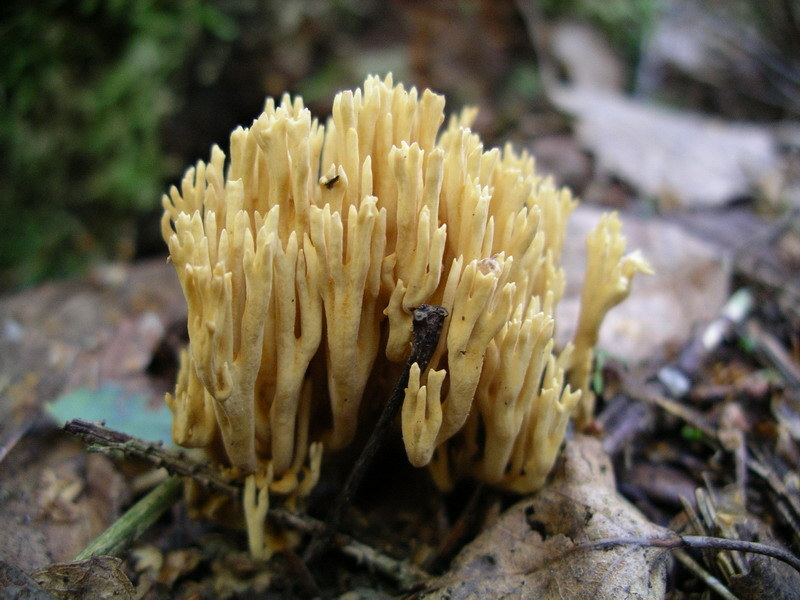
Ramaria abietina
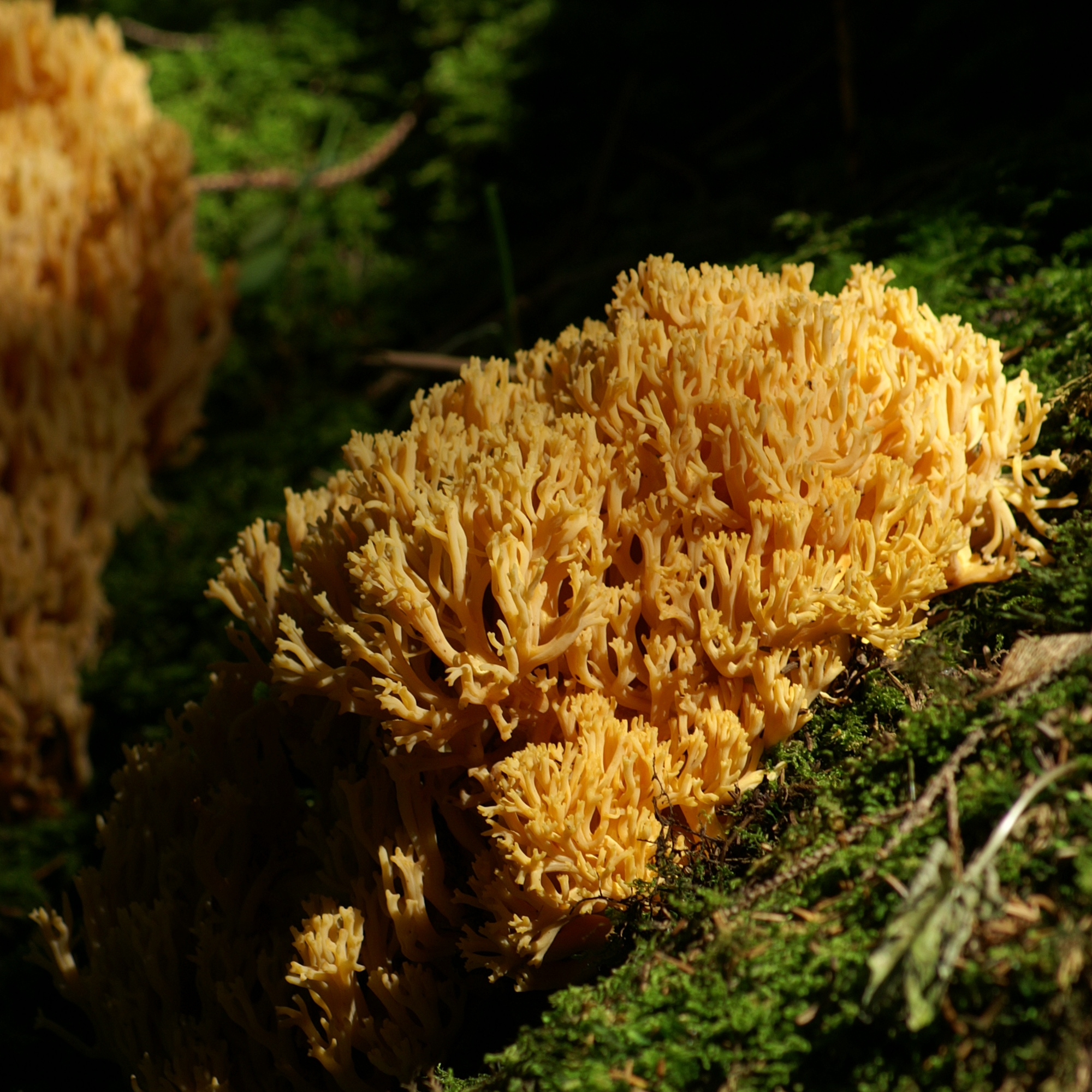
Ramaria aurea
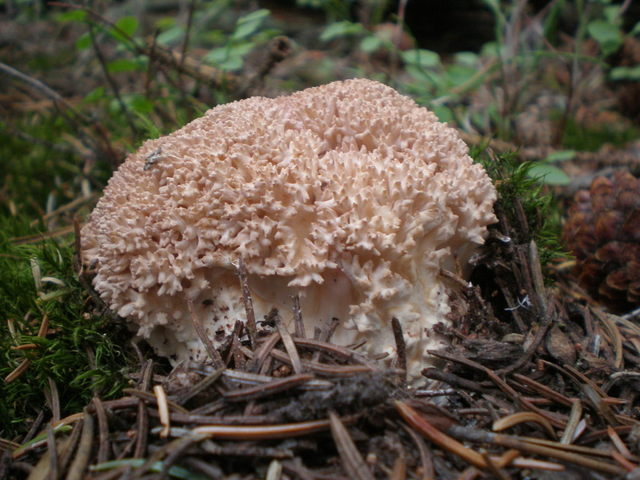
Ramaria botrytis
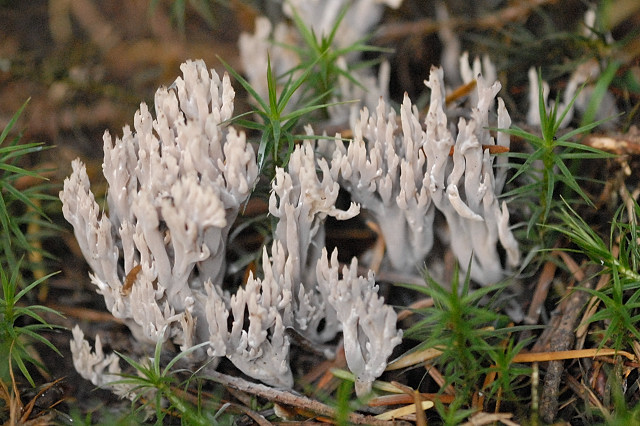
Ramaria fennica griseolilacina
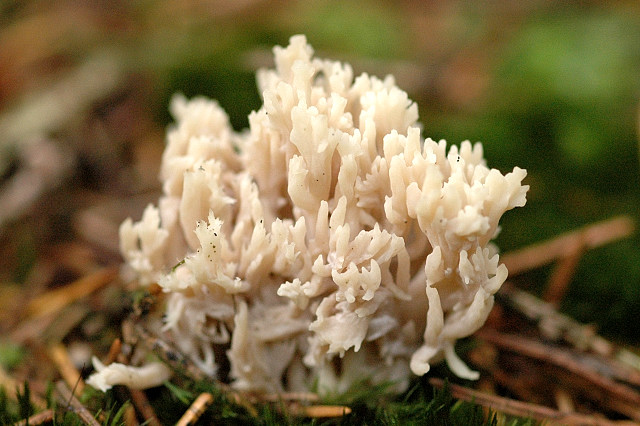
Ramaria aurea
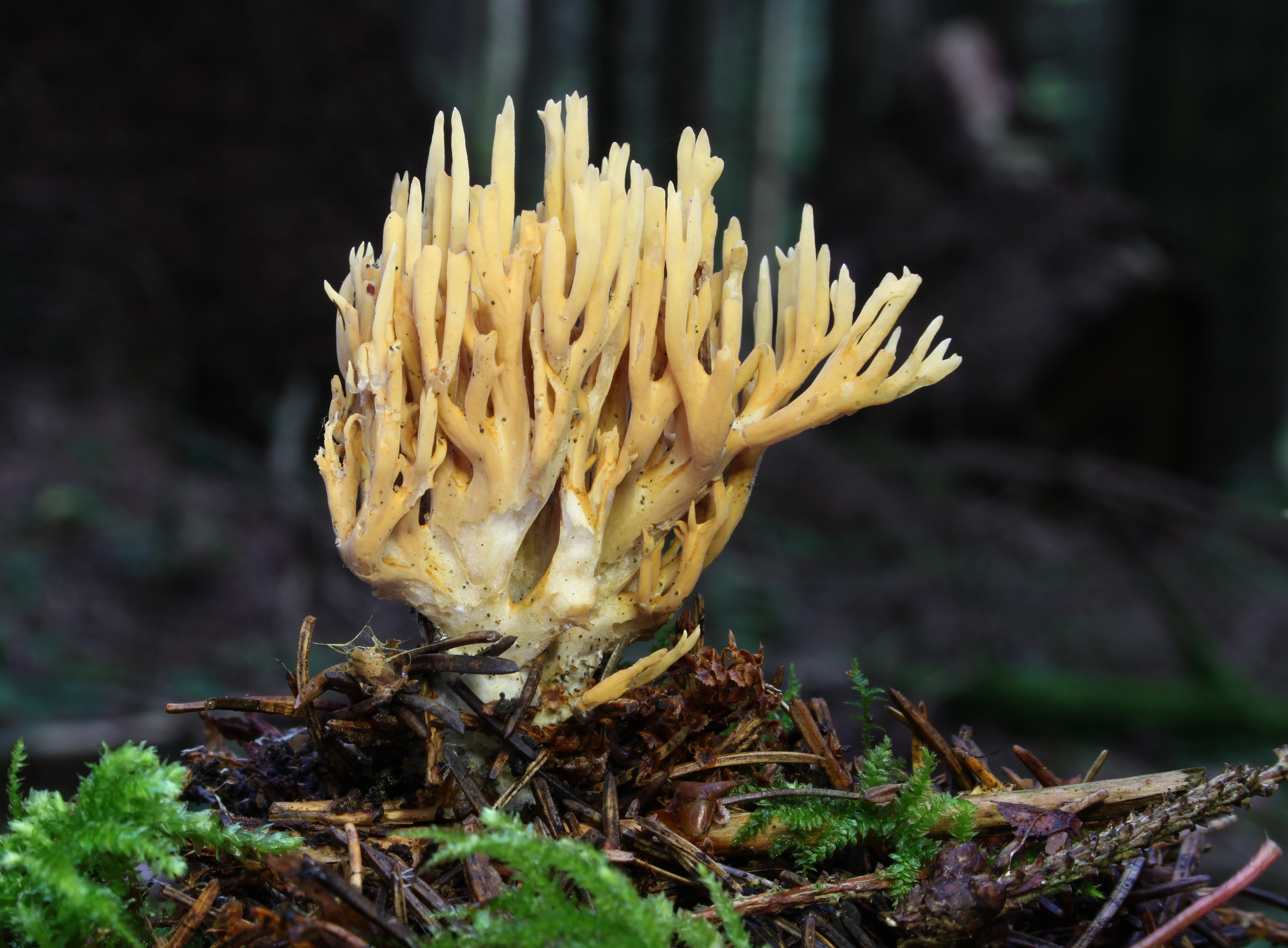
Ramaria flaccida
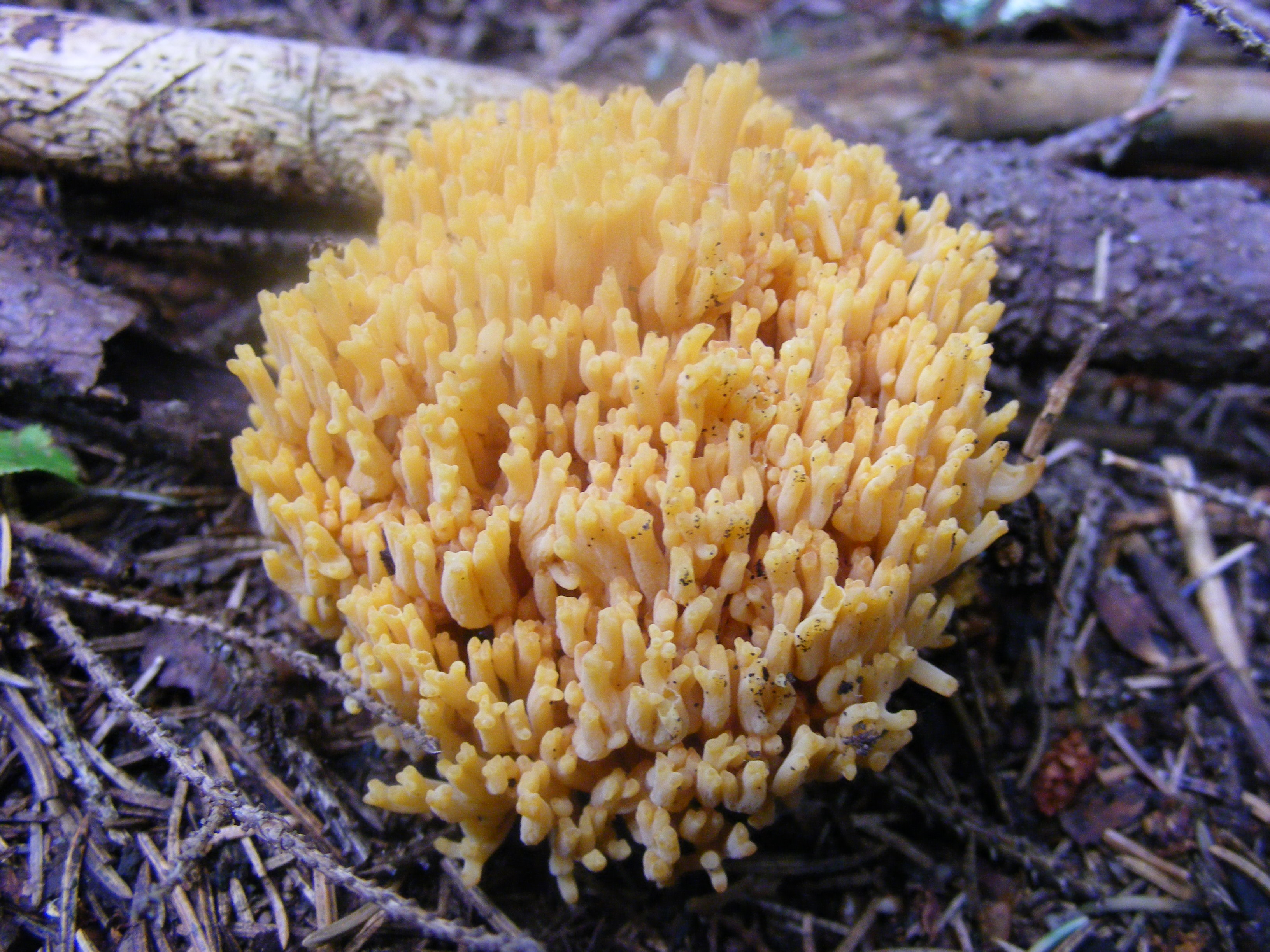
Ramaria flava
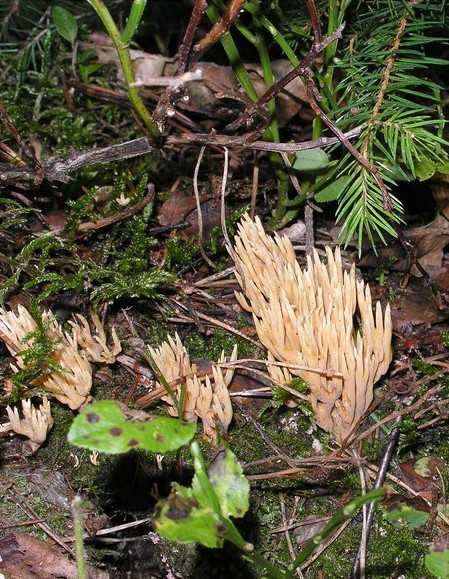
Ramaria invalii
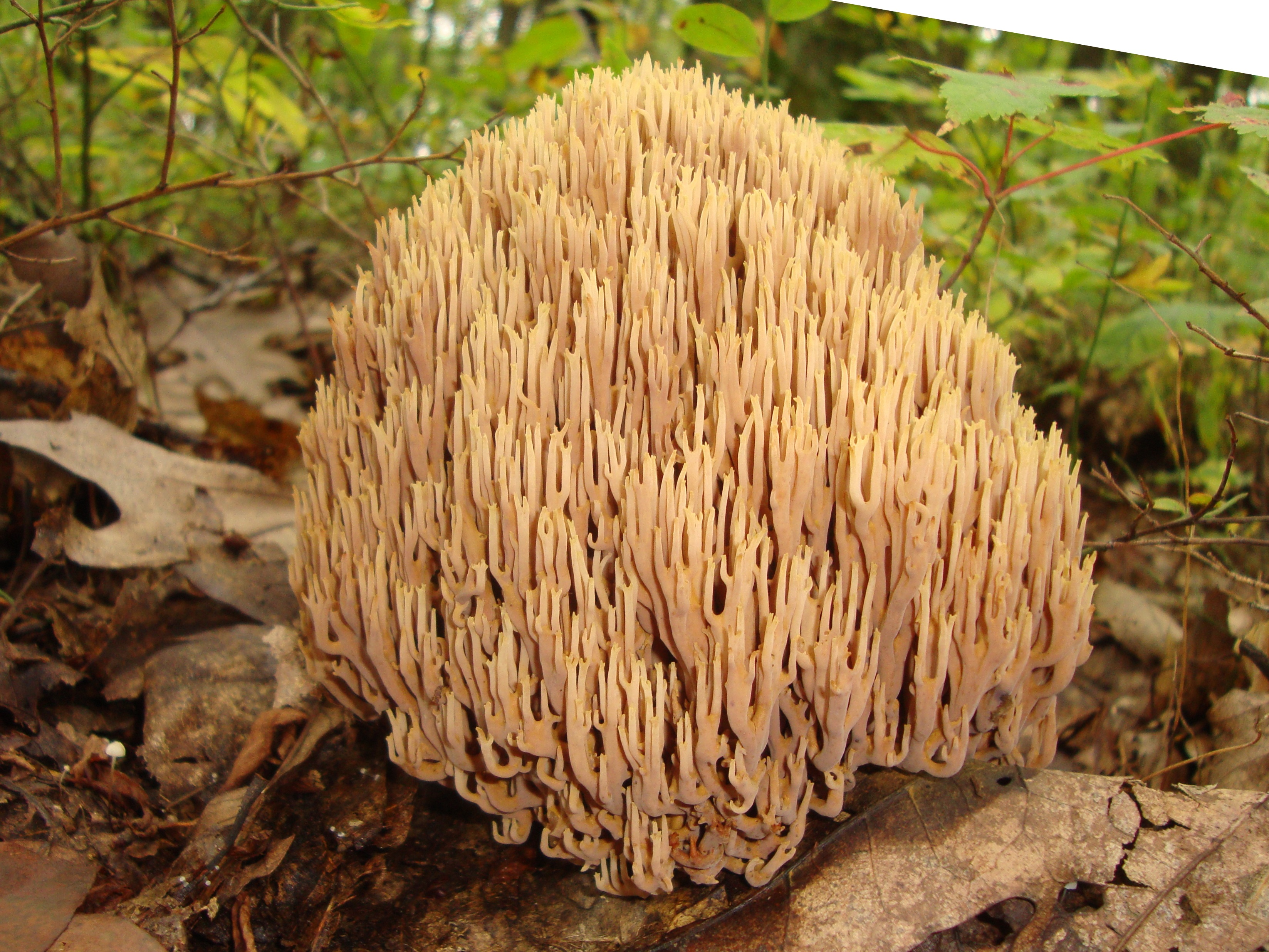
Ramaria stricta
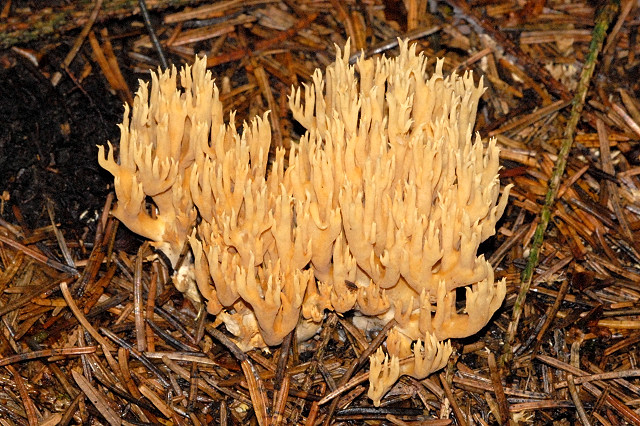
Ramaria eumorpha
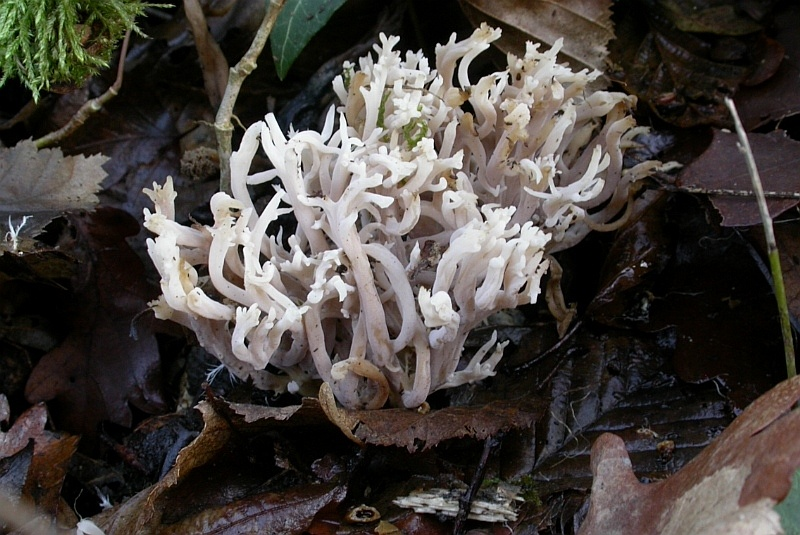
Ramaria rugosa var cinerea

## Liste d'espèces
Selon Catalogue of Life (26 octobre 2013) :
- Ramaria abietina
- Ramaria aciculospora
- Ramaria acrisiccescens
- Ramaria acutissima
- Ramaria aenea
- Ramaria africana
- Ramaria albidoflava
- Ramaria albocinerea
- Ramaria alborosea
- Ramaria altaica
- Ramaria alutacea
- Ramaria ambigua
- Ramaria americana
- Ramaria amyloidea
- Ramaria anisata
- Ramaria anziana
- Ramaria apiahyna
- Ramaria apiculata
- Ramaria araiospora
- Ramaria arcosuensis
- Ramaria argentea
- Ramaria armeniaca
- Ramaria articulata
- Ramaria articulotela
- Ramaria asiatica
- Ramaria atkinsonii
- Ramaria aurantiaca
- Ramaria aurantiisiccescens
- Ramaria aurantiiramosa
- Ramaria aurea
- Ramaria aureofulva
- Ramaria aureorhiza
- Ramaria australiana
- Ramaria avellaneovertex
- Ramaria basirobusta
- Ramaria bataillei
- Ramaria beninensis
- Ramaria bidentata
- Ramaria bonii
- Ramaria botrytis
- Ramaria botrytoides
- Ramaria bourdotiana
- Ramaria brachypodii
- Ramaria brevispora
- Ramaria brienzensis
- Ramaria broomei
- Ramaria brunneicontusa
- Ramaria brunneipes
- Ramaria brunneomaculata
- Ramaria bulbobasidiata
- Ramaria cacao
- Ramaria camelicolor
- Ramaria camellia
- Ramaria campestris
- Ramaria campoi
- Ramaria candida
- Ramaria canescens
- Ramaria canobrunnea
- Ramaria capitata
- Ramaria capucina
- Ramaria cartilaginea
- Ramaria caulifloriformis
- Ramaria cedretorum
- Ramaria celerivirescens
- Ramaria cettoi
- Ramaria chocoensis
- Ramaria ciliata
- Ramaria cinereocarnea
- Ramaria citrinocuspidata
- Ramaria cladoniae
- Ramaria clarobrunnea
- Ramaria claviramulata
- Ramaria comitis
- Ramaria compressa
- Ramaria concolor
- Ramaria concreta
- Ramaria conjuncta
- Ramaria conjunctipes
- Ramaria coralcolor
- Ramaria cornicularioides
- Ramaria cornuta
- Ramaria corrugata
- Ramaria coulterae
- Ramaria crataegi
- Ramaria cristatospora
- Ramaria curta
- Ramaria cyaneigranosa
- Ramaria cyanocephala
- Ramaria cyatheae
- Ramaria cystidiophora
- Ramaria daucipes
- Ramaria decolorans
- Ramaria decurrens
- Ramaria deformis
- Ramaria dichotoma
- Ramaria distinctissima
- Ramaria divaricata
- Ramaria dolomitica
- Ramaria eburnea
- Ramaria echinata
- Ramaria echinovirens
- Ramaria eosanguinea
- Ramaria ephemeroderma
- Ramaria epichnoa
- Ramaria eryuanensis
- Ramaria eumorpha
- Ramaria fagetorum
- Ramaria fagicola
- Ramaria fasciculata
- Ramaria fennica
- Ramaria fibulata
- Ramaria filicicola
- Ramaria filicina
- Ramaria fistulosa
- Ramaria flaccida
- Ramaria flava
- Ramaria flavescens
- Ramaria flaviceps
- Ramaria flavicingula
- Ramaria flavicolor
- Ramaria flavigelatinosa
- Ramaria flavissima
- Ramaria flavoalba
- Ramaria flavobrunnescens
- Ramaria flavoides
- Ramaria flavomicrospora
- Ramaria flavosalmonicolor
- Ramaria flavosaponaria
- Ramaria flavoviridis
- Ramaria flavula
- Ramaria foetida
- Ramaria formosa
- Ramaria fragillima
- Ramaria fumigata
- Ramaria fumosiavellanea
- Ramaria fuscobrunnea
- Ramaria geesteranii
- Ramaria gelatiniaurantia
- Ramaria gigantea
- Ramaria glaucoaromatica
- Ramaria gracilis
- Ramaria gracilispora
- Ramaria graminicola
- Ramaria grandipes
- Ramaria grandis
- Ramaria griseobrunnea
- Ramaria grundii
- Ramaria guyanensis
- Ramaria gypsea
- Ramaria harrisonii
- Ramaria hemirubella
- Ramaria henriquesii
- Ramaria heterospora
- Ramaria highlandensis
- Ramaria hilaris
- Ramaria himalayensis
- Ramaria holorubella
- Ramaria holsatica
- Ramaria ignicolor
- Ramaria incognita
- Ramaria incongrua
- Ramaria incurvata
- Ramaria indoyunnaniana
- Ramaria inedulis
- Ramaria inquinata
- Ramaria insignis
- Ramaria intimorosea
- Ramaria intricatissima
- Ramaria isaacii
- Ramaria juliana
- Ramaria junquilleavertex
- Ramaria junquilleo-vertex
- Ramaria junquilleovertex
- Ramaria karstenii
- Ramaria kisantuensis
- Ramaria krieglsteineri
- Ramaria lacteobrunnescens
- Ramaria laeviformosoides
- Ramaria laevispora
- Ramaria largentii
- Ramaria leptoformosa
- Ramaria leucoceras
- Ramaria ligustri
- Ramaria linearioides
- Ramaria linearis
- Ramaria longicaulis
- Ramaria longispora
- Ramaria longissimispora
- Ramaria longistipitata
- Ramaria lorithamnus
- Ramaria lutea
- Ramaria luteoaeruginea
- Ramaria luteoflaccida
- Ramaria luteofusca
- Ramaria macrospora
- Ramaria maculatipes
- Ramaria maculospora
- Ramaria madagascariensis
- Ramaria magnifica
- Ramaria magnipes
- Ramaria mairei
- Ramaria marrii
- Ramaria mediterranea
- Ramaria megalorhiza
- Ramaria moelleriana
- Ramaria murrillii
- Ramaria mutabilis
- Ramaria myceliosa
- Ramaria nanispora
- Ramaria neoformosa
- Ramaria nguelensis
- Ramaria obtusissima
- Ramaria ochracea
- Ramaria ochrochlora
- Ramaria ononidea
- Ramaria pallida
- Ramaria pallidissima
- Ramaria pallidolilacina
- Ramaria pallidosaponaria
- Ramaria paludosa
- Ramaria pancaribbea
- Ramaria patagonica
- Ramaria pauciramosa
- Ramaria pedata
- Ramaria perbrunnea
- Ramaria perfluopunicea
- Ramaria petersenii
- Ramaria piedmontiana
- Ramaria pinicola
- Ramaria polonica
- Ramaria polypus
- Ramaria praecox
- Ramaria primulina
- Ramaria prostrata
- Ramaria pseudobotrytis
- Ramaria pseudogracilis
- Ramaria pulcherrima
- Ramaria pumila
- Ramaria pupulispora
- Ramaria pura
- Ramaria purpureopallida
- Ramaria purpurissima
- Ramaria pusilla
- Ramaria pyrispora
- Ramaria rainierensis
- Ramaria rasilispora
- Ramaria rasilisporoides
- Ramaria raveneliana
- Ramaria reticulata
- Ramaria roellinii
- Ramaria rosella
- Ramaria roseola
- Ramaria rotundispora
- Ramaria rubella
- Ramaria rubiginosa
- Ramaria rubriattenuipes
- Ramaria rubribrunnescens
- Ramaria rubricarnata
- Ramaria rubrievanescens
- Ramaria rubripermanens
- Ramaria rubrogelatinosa
- Ramaria rufescens
- Ramaria saccardoi
- Ramaria safraniolens
- Ramaria samuelsii
- Ramaria sandaracina
- Ramaria sanguinea
- Ramaria sanguinipes
- Ramaria sardiniensis
- Ramaria schildii
- Ramaria sclerocarnosa
- Ramaria secunda
- Ramaria sesiana
- Ramaria setifera
- Ramaria sinoconjunctipes
- Ramaria sinsinii
- Ramaria solomonensis
- Ramaria soluta
- Ramaria somniculosa
- Ramaria spinulosa
- Ramaria strasseri
- Ramaria stricta
- Ramaria stuntzii
- Ramaria subaurantiaca
- Ramaria subbotrytis
- Ramaria subcinerea
- Ramaria subdecurrens
- Ramaria subfennica
- Ramaria subgelatinosa
- Ramaria subsigmoidea
- Ramaria subtilis
- Ramaria subviolacea
- Ramaria suecica
- Ramaria synaptopoda
- Ramaria tehovensis
- Ramaria terrea
- Ramaria testaceoflava
- Ramaria testaceoviolacea
- Ramaria thalliovirescens
- Ramaria thiersii
- Ramaria toxica
- Ramaria tridentina
- Ramaria tropicalis
- Ramaria tsugina
- Ramaria tubulosa
- Ramaria valdiviana
- Ramaria varians
- Ramaria velenovskyi
- Ramaria velocimutans
- Ramaria verlotensis
- Ramaria verna
- Ramaria vinaceipes
- Ramaria vinosimaculans
- Ramaria violaceibrunnea
- Ramaria vittadinii
- Ramaria watlingii
- Ramaria wettsteinii
- Ramaria xanthosperma
- Ramaria zebrispora
- Ramaria zeppelinospora
- Ramaria zippelii

Selon NCBI (26 octobre 2013) :
- Ramaria abietina
- Ramaria acris
  - non-classé Ramaria acris UT-36052-T
- Ramaria acrisiccescens
- Ramaria amyloidea
- Ramaria apiculata
- Ramaria araiospora
- Ramaria aurantiisiccescens
- Ramaria aurea
- Ramaria bataillei
- Ramaria botrytis
- Ramaria broomei
- Ramaria cedretorum
- Ramaria celerivirescens
- Ramaria circinans
- Ramaria claviramulata
- Ramaria comitis
- Ramaria concolor
- Ramaria conjunctipes
- Ramaria corrugata
- Ramaria coulterae
- Ramaria cyaneigranosa
- Ramaria cystidiophora
- Ramaria decurrens
- Ramaria fasciculata
- Ramaria fennica
- Ramaria flava
- Ramaria flavescens
- Ramaria flavigelatinosa
- Ramaria flavobrunnescens
- Ramaria flavoides
- Ramaria flavosalmonicolor
- Ramaria foetida
- Ramaria formosa
- Ramaria fumosiavellanea
- Ramaria gelatiniaurantia
- Ramaria gelatinosa
- Ramaria gracilis
- Ramaria hilaris
- Ramaria ignicolor
- Ramaria largentii
- Ramaria lorithamnus
- Ramaria maculatipes
- Ramaria magnifica
- Ramaria magnipes
- Ramaria mediterranea
- Ramaria moelleriana
- Ramaria myceliosa
- Ramaria obtussisima
- Ramaria pallida
- Ramaria pinicola
- Ramaria pseudogracilis
- Ramaria pumila
- Ramaria quercus-ilicis
- Ramaria rainierensis
- Ramaria rasilisporoides
- Ramaria rubella
- Ramaria rubiginosa
- Ramaria rubribrunnescens
- Ramaria rubrievanescens
- Ramaria rubripermanens
- Ramaria sandaracina
- Ramaria sanguinea
- Ramaria spinulosa
- Ramaria stricta
- Ramaria stuntzii
- Ramaria subbotrytis
- Ramaria suecica
- Ramaria testaceoflava
- Ramaria thiersii
- Ramaria velocimutans
- Ramaria vinosimaculans